# Kurt Meyer (Panzermeyer)
Kurt Adolph Wilhelm Meyer «Panzermeyer» (født 23. december 1910 i Jerxheim, død 23. december 1961 i Hagen i Westfalen) var generalmajor i Waffen-SS under 2. verdenskrig.
Han gjorde tjeneste flere steder i Frankrig og på Østfronten. Han spillede en vigtig rolle for tyskerne under Operation Barbarossa.
Han blev fanget af belgiske guerillastyrker i byen Durnal i Belgien den 6. september 1944 og overgivet til amerikanske styrker. Han blev holdt i krigsfangenskab til krigens slutning, hvor han blev stillet for en krigsret og anklaget for fem krigsforbrydelser. Han blev dømt for tre af dem.
Han blev løsladt fra fængsel 7. september 1954 og blev meget aktiv i HIAG (Hilfsgemeinschaft auf Gegenseitigkeit der Angehörigen der ehemaligen Waffen-SS) foreningen for tidligere Waffen-SS soldater. Han udgav en selvbiografi i 1957.